# Helmut Jahn
Helmut Jahn (4. ledna 1940 Zirndorf – 8. května 2021 Campton Hills, Illinois) byl německý architekt. Vycházel z klasicistní moderny. Patřil k tvůrcům nového Berlína a jeho stavby jsou významné pro současnou architekturu. Získal mezinárodní certifikát se stavbami jako Frankfurtská výstava věží (1988–1991), Sony Centrum s železniční věží na Potsdamer Platz v Berlíně (1995–2000), Letiště Suvarnabhumi (2002–2005) tak i Weser v Brémách.

## Biografie

### 1940
Helmut Jahn se narodil 4. ledna 1940 v Zirndorfu u Norimberku.

### 1960–1966
Po absolvování školy s maturitou studoval Jahn od roku 1960 do roku 1967 architekturu v Mnichově a Chicagu. V roce 1965 ukončil studium s diplomovou prací na Technické univerzitě v Mnichově. O rok později, 1966, opustil Německo a přestěhoval se do USA, aby tam studoval další ročník architektury, na Illinois Institute of Technology v Chicagu. Tam se Jahn seznámil s ředitelem Ludwiga Miese van der Rohe.

### 1967–1973
Jahn dostal v roce 1967 místo v renomované kanceláři C. F. Murphy a Associates v Chicagu. Tam nabyl nezbytné projekční schopnosti. Krátce po svém nástupu do podnikání se stal jedním z asistentů Gene Summers.
Německý projektant se vypracoval v krátkém čase na jednoho z nejžádanějších architektů USA. Jahn se stal v roce 1973 viceprezidentem i ředitelem pro projektování a design C. F. Murphy a Associates. Jeho práce je orientována na klasicistně moderní stavby.
Tak vzniklo mnoho návrhů pro monumentální stavby, které se staly celosvětově populární. Postupným účinkováním Jahna ve firmě a účasti na podnikání C. F. Murphy a Associates, byla roku 1981 tato společnost přejmenována na Murphy / Jahn.

### 1981–1988
Od roku 1981 vyučoval na amerických, renomovaných univerzitách jak Yale a Harvard. V roce 1982 se stal Jahn řádným profesorem na Illionis Institute of Technology. Koncem roku 1970 dostal nabídku na návrh Illionis Center v Chicagu. Jahnův model byl ocelově-skleněná stavba s užitnou plochou 100 000 m². Jedna ze střech vyčnívala jako skleněný cylindr, tvořila vnitřní halu, ve které se nacházely mnohé galerie, prodejny a kanceláře.
V roce 1984 se podle těchto plánů dokončil jeho gigantický projekt. V Německu vyvolal Jahn 1988 pozornost s návrhem Messeturms ve Frankfurktu nad Mohanem. Tato věž dostala název „Tužka“ a výškou 257 metrů se zařadila k nejvyšším evropským budovám.

### 1992–2000
Od roku 1992 Jahn realizoval několik projektů v Berlíně. K tomu se přidaly stavby „Kurfuerstendamm 70“ z roku 1994, Kurfuerstendamm 119, z roku 1994 a administrativní budova v části Halensee. Renomovaný architekt spolupůsobil na ztvárnění a zastavění Potsdamer Platz v Berlíně, což bylo v době výstavby největší staveniště v Evropě. Jahn získal po mezinárodním konkurzu nabídku na stavbu Sony Center. Toto centrum v roce 2000 představovalo obytný, kancelářský a obchodní komplex, dnes patří k světovým stavbám v Berlíně.
Během 35 let v USA ovlivnil svou tvorbou americký stavební sloh. Jeho konstrukce jsou často nezaměnitelné svou skleněno-ocelovou architekturou.
Jahn se rovněž podílel na projektování letišť v USA, v Saúdské Arábii a v Spolkové republice Německo. Jahn se specializoval na návrhy výškových budov a mrakodrapů, které se staly vzorem postmoderny. Kromě toho se účastnil i na jiných různorodých projektech. Měl široký záběr působení. K jeho projektům patří: stanice, knihovny, kancelářské a justiční stavby, hotely, školy, sportovní stadiony a agro stavby.
Dalším jeho projektem byly čtyři administrativní budovy firmy Bayer v Leverkusenu.

### Úmrtí
Jahn byl zabit na kole 8. května 2021 na předměstí Campton Hills.

### Projekty
- Letiště Suvarnabhumi, 1994
- Sony Center, Berlín, 1993 – 99

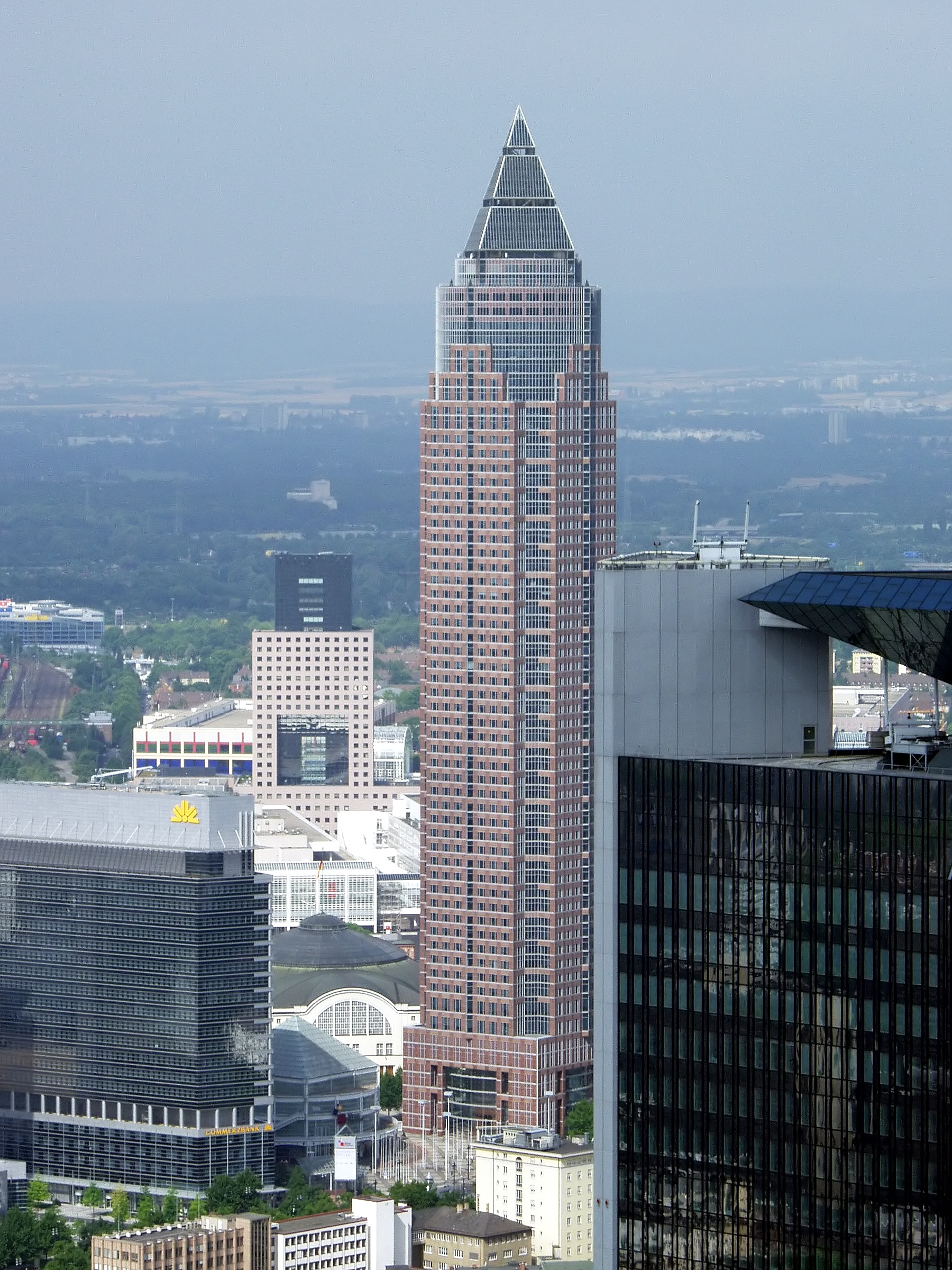
Messeturms

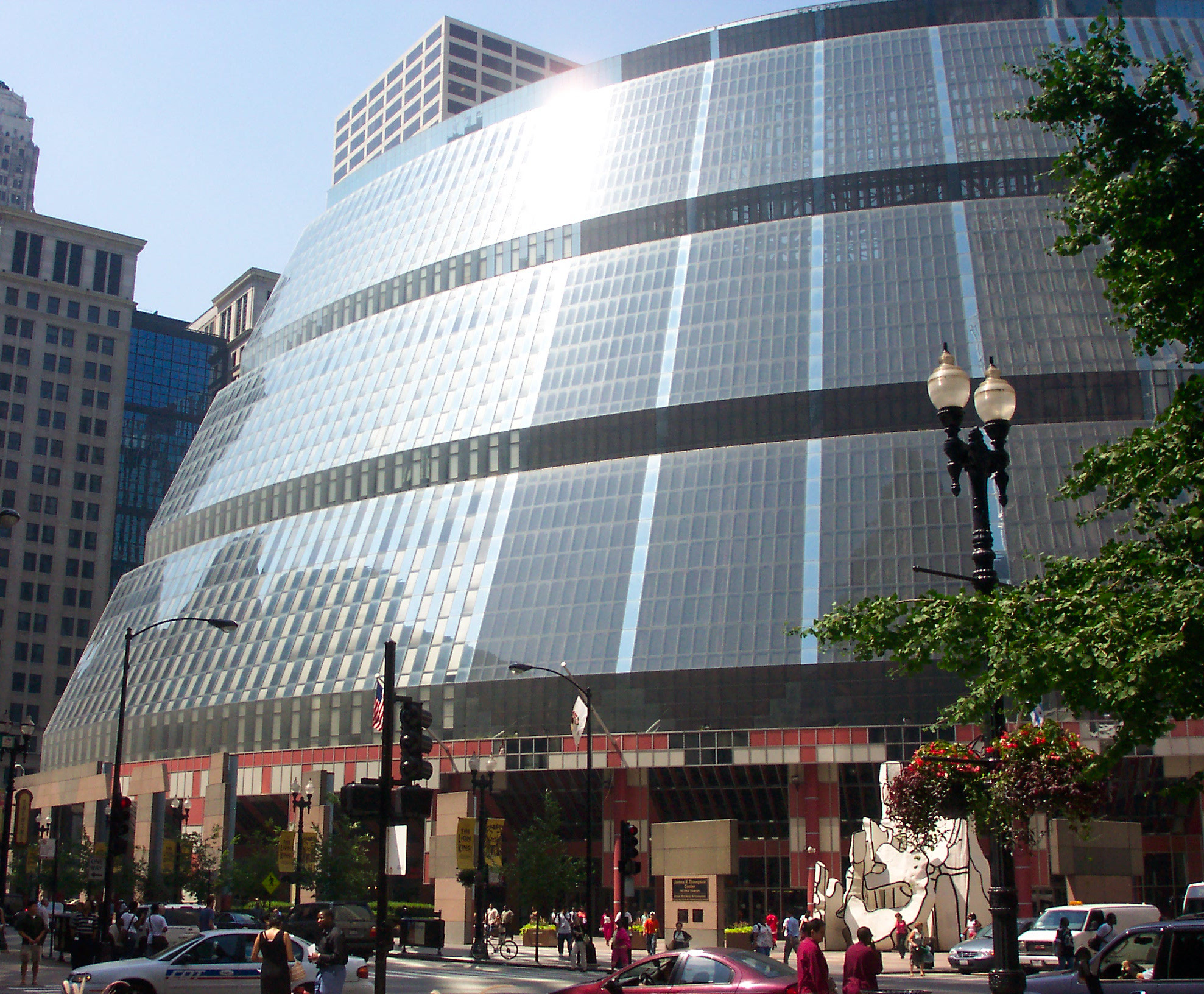
James R. Thompson Center

- 21st Century Tower, Šanghaj, Čína, 1993 – 97
- Messeturms
- Hotel Kempinski, Munich Airport Center, Mnichov, 1990 – 96
- Pallas Office Building, Stuttgart, 1989 – 94
- Munich Order Center, Mnichov, 1989 – 93
- Kurfürstendamm 70., Berlín, 1988 – 94
- Hitachi Tower / Caltex House, Singapore, 1988 – 93
- CitySpire Center
- One liberty Plaza, Philadelphia, Pennsylvania, 1984 – 88
- Wilshire / Weslwood Tower, Los Angeles, 1984 – 88
- Northwestern Atrium Center, Chicago, 1984 – 87
- United Airlines Terminal, O'Hare International Airport, Chicago, 1983 – 87
- James R. Thompson Center, Chicago, 1978 – 85
- Rozšíření Chicago Board of Trade, Chicago, 1978 – 82
- Xerox Center, Chicago, 1978 – 80
- Kemper aréna, Kansas City, Missouri, 1973 – 74